# اومبرتو بوسانی
اومبرتو بوسانی (انگلیسی: Umberto Busani; ۱ فوریهٔ ۱۹۱۵ – ۲۹ اکتبر ۱۹۵۷) بازیکن فوتبال اهل ایتالیا بود.
از باشگاه‌هایی که در آن بازی کرده‌است می‌توان به باشگاه فوتبال هلاس ورونا، باشگاه ورزشی لاتزیو، باشگاه فوتبال آلساندریا، باشگاه فوتبال کیه‌وو ورونا، و باشگاه فوتبال ناپولی اشاره کرد.